# Lake Dey-Dey
Lake Dey-Dey är en sjö i Australien. Den ligger i delstaten South Australia, omkring 960 kilometer nordväst om delstatshuvudstaden Adelaide. Lake Dey-Dey ligger 208 meter över havet. Arean är 86 kvadratkilometer. Den sträcker sig 14,6 kilometer i nord-sydlig riktning, och 15,4 kilometer i öst-västlig riktning.
Omgivningarna runt Lake Dey-Dey är i huvudsak ett öppet busklandskap. Trakten runt Lake Dey-Dey är nära nog obefolkad, med mindre än två invånare per kvadratkilometer. Genomsnittlig årsnederbörd är 291 millimeter. Den regnigaste månaden är februari, med i genomsnitt 56 mm nederbörd, och den torraste är augusti, med 7 mm nederbörd.